# Schwerter zu Pflugscharen

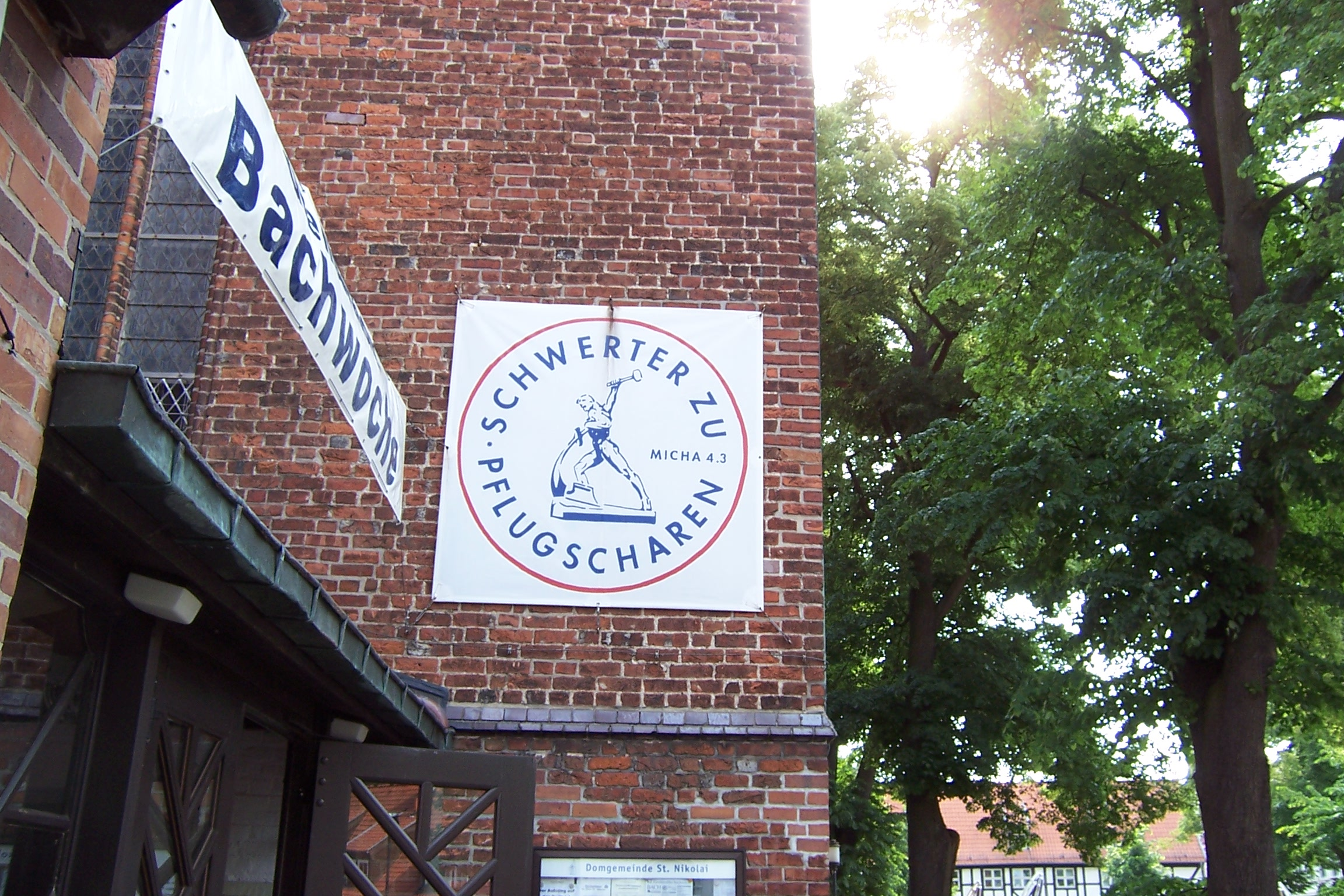
Schwerter zu Pflugscharen aan de Dom van Greifswald

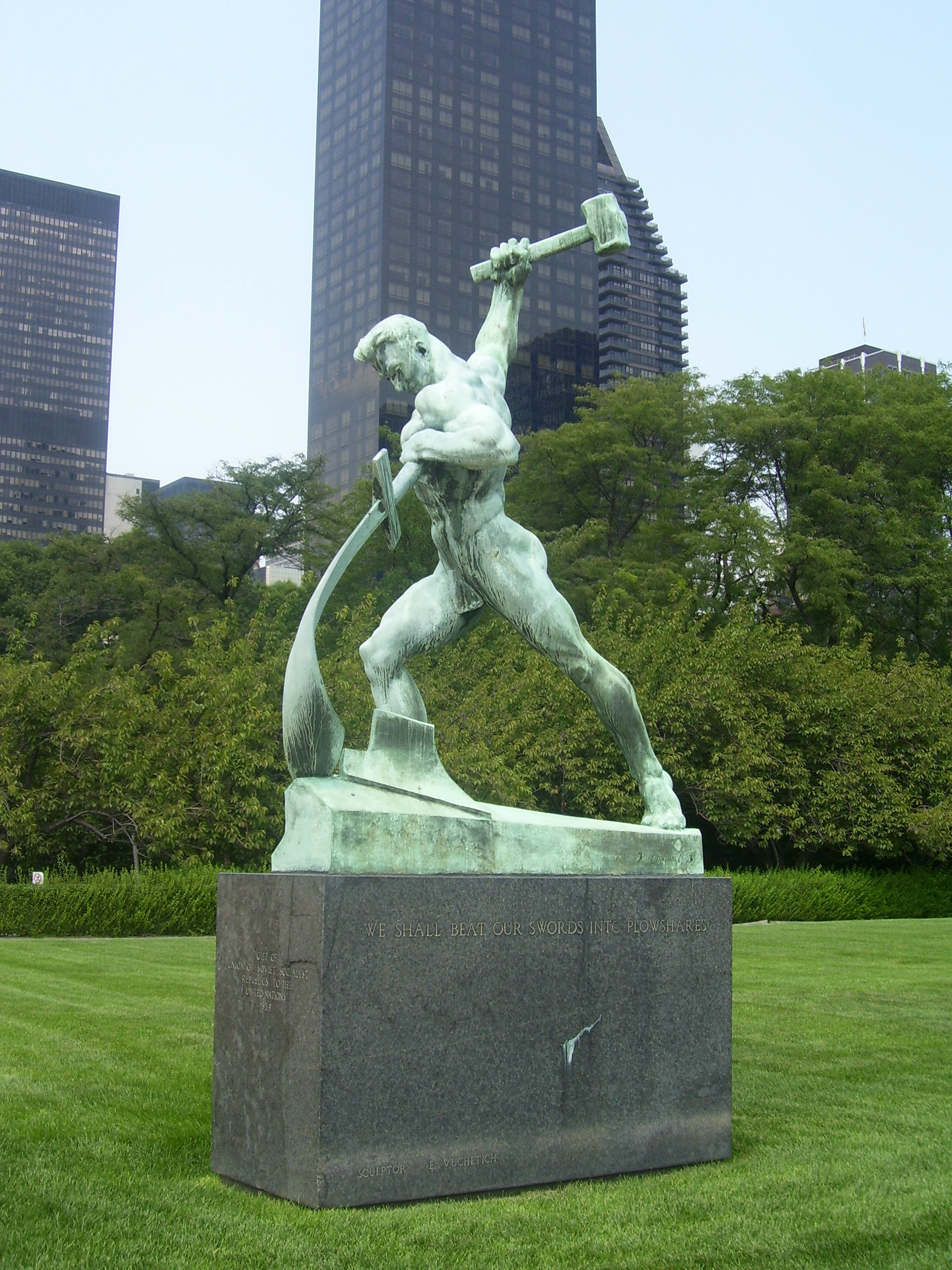
Sculptuur Zwaarden tot Ploegscharen van de VN

De beweging Schwerter zu Pflugscharen (Nederlands: 'Zwaarden tot ploegscharen') was de onofficiële vredesbeweging in de Duitse Democratische Republiek (DDR). Deze vredesbeweging ging uit van de kerken in de DDR en sloot aan bij het Bijbelse motto uit Micha 4:3 en Jesaja 2:4.
De eerste vermelding van de slogan Schwerter zu Pflugscharen in de DDR was in 1971 in het dorp Gramzow, waar een gedenksteen voor de slachtoffers van het nazi-regime werd onthuld.
In 1978 voerde het regime van de Sozialistische Einheitspartei Deutschlands (SED) het verplichte schoolvak Wehrerziehung in, waarmee kinderen moesten worden voorbereid op de militaire dienst. De Evangelische Kerk in de DDR protesteerde hier vergeefs tegen. Hierop ontstonden in diverse kerkelijke gemeentes vredesgroepen. In 1980 maakten de evangelische kerken voor het eerst gebruik van het logo dat gebaseerd was op een sculptuur dat de Sovjet-Unie in 1959 aan de Verenigde Naties had geschonken. Dit gebeurde bij de zogenaamde Vredestiendaagse, voorafgaand aan Buß- und Bettag. De evangelische kerken waren geïnspireerd door de Vredesweek van de Nederlandse vredesbeweging Interkerkelijk Vredesberaad (IKV), die pleitte voor een totale nucleaire ontwapening. Het IKV beschouwde een nucleaire afschrikking als onverenigbaar met het christendom. De Nederlandse Vredesweek had sinds 1977 het motto 'Help de kernwapens de wereld uit, om te beginnen in Nederland'.
In de Bondsrepubliek vond in het voorjaar van 1981 een grote vredesdemonstratie plaats in Bonn. West-Duitse kerkelijke groepen maakten daar, uit solidariteit met de Oost-Duitse vredesbeweging, ook gebruik van het motto 'Zwaarden tot ploegscharen'. De Vredestiendaagse van 1981 werd door de Evangelische Kerk zowel in de Bondsrepubliek als in de DDR georganiseerd. De DDR kende geen vrijheid van drukpers. De kerk nam haar toevlucht tot textieldruk, die niet gecensureerd was. In scholen en bedrijven werd dragen van het logo Schwerter zu Pflugscharen actief tegengegaan. Dit terwijl het beeld nota bene door de Sovjet-Unie was geschonken en het thema ook in het leerboek voor de DDR-Jugendweihe werd gebruikt. Vanaf november 1981 was het dragen van het logo in de DDR verboden. Als reactie droegen veel jongeren een wit rondje op hun kleding waarop met viltstift geschreven stond: "Hier was een smid."
In 1982 kwamen ook andere vredesinitiatieven in de DDR tot stand. In januari publiceerde Rainer Eppelmann, destijds dominee in Oost-Berlijn, zijn Berliner Appell. Daarin riep hij op tot de terugtrekking van nucleaire wapens uit de DDR, de Bondsrepubliek en Midden-Europa. Dit initiatief werd onder meer ondersteund door de schrijver Stefan Heym en de dissident Robert Havemann. Bij de herdenking van het bombardement op Dresden was een discussiebijeenkomst waar 5000 mensen aan deelnamen. Zowel het NAVO-dubbelbesluit als de militarisering van de DDR-maatschappij werd daar afgewezen.
In mei 1983 protesteerden de West-Duitse parlementariërs Petra Kelly, Gert Bastian en drie anderen van Die Grünen op de Alexanderplatz in Oost-Berlijn met een spandoek: Die Grünen - Schwerter zu Pflugscharen. Deze actie werd door de DDR-autoriteiten getolereerd, omdat de Grünen zich tegen het NAVO-dubbelbesluit keerden. Petra Kelly droeg in oktober van dat jaar, bij een ontmoeting met Erich Honecker, een trui met het logo. Daarop mocht zij een jaar lang de DDR niet bezoeken.
In de Nikolaikirche in Leipzig werd onder het motto Schwerter zu Pflugscharen regelmatig een maandagsgebed gehouden. Dit legde de kiem voor de maandagsdemonstraties in de herfst van 1989, tijdens die Wende. Ten tijde van deze democratische omwenteling in de DDR werd bij de rondetafelgesprekken in 1990 voorgesteld om het motto in de nieuwe grondwet op te nemen. Volgens artikel 43 van het grondwetsontwerp moest het logo het staatswapen van de DDR worden.  Datzelfde jaar (op 3 oktober 1990) werd de DDR opgeheven en met de Duitse Bondsrepubliek Duitsland herenigd. De oude Oost-Duitse deelstaten werden hersteld. 

## Nederland
In Nederland bestond, los van de DDR, van 1970 tot 1996, de vredesgroep Van Zwaarden tot Ploegscharen. Deze kleine pacifistische groepering werd geleid door de oprichter ervan, oud-onderwijzer en vredespionier Dik Prins (1911-1996) uit Tiel. Het gelijknamige actieblad van slechts vier pagina's verscheen tweemaandelijks, met een oplage van circa 3000 exemplaren. In 1996 fuseerde de vredesgroep met de pacifistische vereniging Pais, dat het blad 't Kan Anders uitgaf; ze hebben tot 2012 bestaan.   